# Бланка Качоровська
Бланка Качоровська (пол. Blanka Kaczorowska; 1922–2002) — польська шпигунка, нацистська колаборантка, згодом таємна співробітниця в Службі безпеки Польської Народної Республіки.

## Біографія
Народилася 13 жовтня 1922 року у Бересті. З початком Другої світової війни увійшла в підпілля Армії Крайової, працювала в розвідці в Седльце, а згодом виїхала до Варшави. На початку 1942 року увійшла до складу оперативної групи «Н», якою командував Людвік Калькштейн (її чоловік з 14 листопада 1942 року). Бланка використовувала псевдонім «Сорока». Разом зі своїм чоловіком та Євгеніушем Свєрчевським вона налагодила співпрацю з гестапо. Мала позивний агент «V-98». Ця група викрила багато підпільних споруд і в червні 1943 року передала німцям командувача Армії Крайової генерала Стефана Грот-Ровецького. 25 березня 1944 року за замовчуванням Військовим спеціальним судом була заочно засуджена до смертної кари. Вирок в червні 1944 року не було виконано, бо Качоровська була вагітною. Гестапо сховало її і до кінця війни вона залишалося під опікою німців. У 1945 році вона розлучилася з Калькштейном.
Після війни жила в Ченстохові та Лодзі, навчалася в Лодзі, а потім повернулася до Варшави. Його минуле привернуло увагу Головного управління інформації Збройних Сил Польщі та Міністерства громадської безпеки. У 1948 році перебувала під особистою опікою та була коханкою міністра культури і мистецтва Влодзімєжа Сокорського. Отримала ступінь магістра мистецтвознавства і з 1 червня 1951 року почала працювати асистентом у Державному інституті вивчення народного мистецтва і фольклору. Вона хотіла отримати закордонний паспорт і виїхати за кордон, але їй завадили співробітники Міністерства громадської безпеки.
У 1952 році її заарештували. Наступного року Варшавський суд засудив її до довічного ув'язнення. Покарання за апеляцією зменшили до 15 років позбавлення волі, а потім до 10 років. Вона була звільнена після п'яти років ув'язнення у 1958 році. Під час ув'язнення вона співпрацювала з начальством, доносячи на решту ув'язнених.
Наприкінці червня 1959 року стала співробітницею 2 -го управління контррозвідки. Була відома як агент «Катажина». Працювала до 1963 року. У 1967—1972 роках вона знову була таємною співробітницею. Працювала в організації «Фото-кіно-фільм».
У 1971 році переїхала до Франції, де прожила до своєї смерті в 2002 році.